# Sebastes matsubarai
Sebastes matsubarai (synoniem: Sebastes matsubarae) is een straalvinnige vissensoort uit de familie van de schorpioenvissen (Sebastidae). De wetenschappelijke naam van de soort werd voor het eerst geldig gepubliceerd in 1880 door Franz Martin Hilgendorf.